# Терентьєвка (Анжеро-Судженський міський округ)
Тере́нтьєвка (рос. Терентьевка) — селище у складі Анжеро-Судженського міського округу Кемеровської області, Росія.

## Населення
Населення — 65 осіб (2010; 82 у 2002).
Національний склад (станом на 2002 рік):
- росіяни — 97 %